# Бруд (фільм, 2019)
«Бруд» (англ. The Dirt) — американський біографічний фільм режисера Джеффа Треймейна про глем-метал гурт Mötley Crüe. Сценарій, який було написано Річем Вілксом, засновано на книзі Mötley Crüe та Ніла Страусса «Бруд. Mötley Crüe. Визнання найсумнозвіснішого у світі рок-гурту». Головні ролі виконали Дуглас Бут, Machine Gun Kelly, Даніель Уеббер, Іван Реон. Прем'єра фільму відбулася 18 березня 2019 року в Голлівуді, США, а 22 березня 2019 року фільм став доступним усім користувачам сервісу Netflix.

## Сюжет
У 1973 році Френк Карлтон Феранна-молодший йде від своєї матері Діни та переїжджає з Сіетлу до Лос-Анджелеса в 1978 році. Після невдалої спроби зв'язатися зі своїм біологічним татом, Френк змінює своє ім'я на Ніккі Сікс. Рік по тому, покинувши гурт London, та потоваришувавши з барабанщиком Томмі Лі, він розповідає йому, що шукає людей для нового колективу. Пізніше до гурту вдало вливається гітарист Мік Марс, котрий страждає на анкілозуючий спондилоартрит. Відтак тріо добирає до складу вокаліста Вінса Ніла з кавер-гурту Rock Candy, й після деяких роздумів, квартет зветься Mötley Crüe.
Незважаючи на бійку з деякими учасниками натовпу, перший виступ Mötley Crüe було зустрінуто добре й вони поступово розпродають усі квитки в нічних клубах Лос-Анджелеса, набираючи популярність. Того ж часу менеджер-новачок Том Зутот з рекорд-лейблу Elektra Records пропонує гуртові контракт на п'ять альбомів, вони наймають Дока Макгі турменеджером і починають активну роботу. Під час їхнього першого турне Оззі Осборн радить хлопцям знати межі веселощів та розпусти. Невдовзі альбоми гурту стають платиновими, а кожен з учасників гурту стає мільйонером та починає влаштовувати особисте життя. Вінс одружується на рестлерці Шариз Радделл, в той час як Томмі оголошує про свої заручини з дівчиною, на ім'я Роксі. Але після того, як його мати називає її «ґруппі», пара свариться й Томмі у пориві гніву б'є Роксі по обличчю й викидає з автобуса.
8 грудня 1984 року під час вечірки у домі Вінса у Редондо-Біч, штат Каліфорнія, Томмі зустрічає актрису Гізер Локлір. А сам Вінс та барабанщик «Hanoi Rocks» Раззл виїжджають п'яні до магазину, щоб купити ще алкоголю й потрапляють до автомобільної аварії, у котрій гине Раззл. Вінса засуджують до 30 діб тюремного ув'язнення за ненавмисне вбивство на автомобілі, котре згодом було скорочене до 19 діб. Ніккі стає залежним від героїну, що починає негативно позначатися як на ньому, так і на колективі. Він звільняє Макгі за те, що той запросив матір Ніккі відвідати його. 23 грудня 1987 року, невдовзі після весілля Томми та Гізер, Ніккі отримує передозування героїну й оголошується мертвим, але лікар швидкої допомоги, котрий є великим шанувальником Mötley Crüe, повертає його до життя двома шприцями адреналіну. Після цього Ніккі відправляє гурт на реабілітацію. Тверезі, вони повертаються до роботи, випускаючи у 1989 році альбом Dr. Feelgood, котрий стає їхнім першим альбомом номер один у Billboard 200, після чого слідує тривале світове турне. Місяці гастролей та пребування у тверезості впливають на Вінса й Томмі, котрі знов починають пиячити, будучи занадто довго далеко від своїх родин.
Після тура Вінс виявляє, що Шариз разом з їхньою дочкою Скайлар з'їхали з дому, у результаті чого він занурюється у депресію й починає пропускати репетиції, що призводить до його виходу з гурту у 1992 році. На роль вокаліста приходе Джон Корабі. У 1995 році Скайлар помирає від рака шлунку у віці чотирьох років. Гізер Локлір розводиться з Томмі після того як він завів роман на стороні з «порнозіркою». На Mötley Crüe сходить хвиля негативної реакції фанатів через вихід Вінса та спад популярності. Паралельно з цим, Ніккі Сікс веде перемовини з Томом Зутотом, щоб повернути їм права на свої пісні, що знаменує відхід від лейбла й повну творчу та фінансову самостійність. Однак, обидва погоджуються, що непогано попрацювали за цей час. Після відвідання могили тата й бесіди з єдинокровним братом, Ніккі зустрічається з Томмі, перед яким перепрошує за свою поведінку, та Міком, котрий виписався з лікарні. Вони їдуть до Вінса на розмову, з'ясовують стосунки й вирішують возз'єднатися. Фінальні кадри: гурт у первинному складі починає великий виступ, а титри повідомляють нам, що Mötley Crüe будуть виступати разом ще наступні 20 років, зігравши своє фінальне шоу 31 грудня 2015 року.

## У ролях
- Дуглас Бут — Ніккі Сікс
- Трэйс Мастерс — Ніккі Сікс у 8 років
- Вінс Маттіс — Ніккі Сікс у 14 років
- Іван Реон — Мік Марс
- Machine Gun Kelly (у титрах під справжнім ім'ям — Річард Колсон Бейкер) — Томмі Лі
- Даніель Уеббер — Вінс Ніл
- Піт Девідсон — Том Зутот, представник Elektra Records
- Девід Костабайл — Док Макгі, менеджер Mötley Crüe з 1982 по 1989
- Лівен Рамбін — Шариз Ніл, дружина Вінса
- Кетрін Морріс — Діана Річардс, мати Ніккі Сікса
- Ребека Граф — Гізер Локлір, актриса та дружина Томмі Лі
- Тоні Кавалеро — Оззі Осборн
- Макс Мілнер — Раззл, барабанщик Hanoi Rocks
- Джордан Лейн Прайс — Роксі, дівчина Томмі Лі
- Кристіан Герінг — Девід Лі Рот, вокаліст Van Halen
- Ентоні Вінсент — Джон Корабі, другий вокаліст Mötley Crüe
- Кортні Діц — Атена Лі, молодша сестра Томмі Лі
- Джо Хрест — Девид Лі, тато Томмі Лі
- Елена Еванджело — Вула Лі, мати Томмі Лі
- Майкл Ходсон — Ренді Феранна, єдинокровний брат Ніккі Сікса

## Виробництво
Права на адаптацію автобіографічної книги Ніла Штрауса, Томмі Лі, Міка Марса, Вінса Ніла, Ніккі Сікса «Mötley Crüe.Визнання найсумнозвіснішого у світі рок-гурту» були куплені у 2006 році компанією Paramount Pictures і MTV Films. Однак виробництво фільму призупинилося, і у 2008 році Ніккі Сікс у інтерв'ю розповів про своє розчарування:
«Ми намагаємося прибрати їх із створіння фильму, котрий мав би бути давно зроблений. MTV пішли своїм шляхом. Це канал, який раніше був модний, а зараз ні. Ми підписали з ними угоду, тому що гадали, що вони мали рацію, проте вони не підійшли нам. Нам потрібно знайти ліпшого партнера. Вони не ті партнери, які нам підходять».
Оригінальний текст (англ.)
"We're trying to get them out of the way to make this movie that should have been made a long time ago. MTV has become bogged down in its own way. It's a channel that used to be hip and has now actually become unhip. We signed with them because we believed they were right, but they haven't come to the table. We need to find the right partner. They are not the right partner."

У листопаді 2013 року Джефф Треймейн приєднався до керування фільму «Бруд». У січні 2015 року Focus Features отримала права на фільм, але фільм потрапив до виробничого пекла до березня 2017 року, коли компанія Netflix придбала права. У той час Ліам Хемсворт, Еморі Коен та Дуглас Бут розглядалися на провідні ролі у фільмі. У листопаді 2017 року Дугласа Бута офіційно підписано на участь у фільмі. У січні 2018 року Machine Gun Kelly, Іван Реон та Даніель Уеббер приєдналися до акторському складу, у лютому 2018 року — Тоні Кавалеро. У березні 2018 року приєдналися Ребека Граф, Лівен Рамбін та Девід Костабайл.
Основне виробництво почалося у лютому 2018 року у Новому Орлеані, штат Луїзіана.

### Події
11 березня 2018 року Луї Ді Вінченті, спеціаліст з монтажу виробничої команди, зазнав удар током під час демонтажу знімального майданчика у Новому Орлеані. В результаті він отримав опіки другого й третього ступеню на 50 % свого тіла, що вимагало численних операцій та пересадок шкіри, а також довелося ампутувати праву ногу. 1 березня 2019 року Ді Вінченті подав до суду на Netflix та Mötley Crüe на 1,8 мільйона доларів США, щоб компенсувати свої медичні витрати.

## Прокат
Світовий реліз фільму відбувся на стримінговому сервісі Netflix 22 березня 2019 року.

### Маркетинг
Трейлер було випущено 19 лютого 2019 року на YouTube каналі Netflix.[1]

## Критика
На сайті Rotten Tomatoes рейтинг, який ґрунтується на 56 рецензіях критиків, становить 43 %. Водночас, оцінка аудиторії з 1084 голосами показує 85 % як фільм із вказівкою «переважна більшість дала позитивні відгуки». Metacritic дав фільму 39 зі 100, ґрунтуючись на 17 рецензіях критиків.

## Музика
22 лютого 2019 року Mötley Crüe та Machine Gun Kelly (виконує роль Томмі Лі у фільмі) випустили музичне відео на YouTube для їхньої спільної пісні «The Dirt (Est. 1981)». Гурт також оголосив, що крім вищезгаданої пісні, саундтрек до фільму буде включати три нові записи: «Ride with the Devil», «Crash and Burn» та кавер на пісню Мадонни «Like a Virgin».

### Список композицій
| #   | Назва                         | Тривалість |
| --- | ----------------------------- | ---------- |
| 1.  | «The Dirt (Est. 1981)»        | 3:52       |
| 2.  | «Red Hot»                     | 3:21       |
| 3.  | «On with the Show»            | 4:03       |
| 4.  | «Live Wire»                   | 3:14       |
| 5.  | «Merry-Go-Round»              | 3:21       |
| 6.  | «Take Me to the Top»          | 3:43       |
| 7.  | «Piece of Your Action»        | 4:39       |
| 8.  | «Shout at the Devil»          | 3:14       |
| 9.  | «Looks That Kill»             | 4:07       |
| 10. | «Too Young to Fall in Love»   | 3:32       |
| 11. | «Home Sweet Home»             | 3:58       |
| 12. | «Girls, Girls, Girls»         | 4:30       |
| 13. | «Same Ol' Situation (S.O.S.)» | 4:13       |
| 14. | «Kickstart My Heart»          | 4:42       |
| 15. | «Dr. Feelgood»                | 4:50       |
| 16. | «Ride with the Devil»         | 3:41       |
| 17. | «Crash and Burn»              | 4:13       |
| 18. | «Like a Virgin»               | 3:08       |